# Lawtey
Lawtey è una città degli Stati Uniti d'America situata in Florida, nella Contea di Bradford.